# Conocybe umbonata
Conocybe umbonata är en svampart som först beskrevs av George Edward Massee, och fick sitt nu gällande namn av Roy Watling 1966. Conocybe umbonata ingår i släktet Conocybe och familjen Bolbitiaceae.   Inga underarter finns listade i Catalogue of Life.